# Cherax nucifraga
Cherax nucifraga là một loài tôm hùm thuộc họ Parastacidae. Đây là loài đặc hữu của Úc.